# 은진향교
은진향교(恩津鄕校)는 대한민국 충청남도 논산시 은진면에 있는 향교이다. 1997년 12월 23일 충청남도의 기념물 제120호로 지정되었다.

## 개요
향교는 공자와 여러 성현께 제사를 지내고, 지방민의 교육과 교화를 위해 나라에서 세운 교육기관이다.
은진향교는 고려 우왕 6년(1380년)에 세웠고 조선 광해군 7년(1615년)에 지금 있는 자리로 옮긴 후 여러 차례 보수를 거쳐 오늘에 이르고 있다.
향교 건물로는 대성전, 명륜당, 동재·서재, 내삼문, 외삼문 등이 있다. 대성전은 앞면 3칸·옆면 2칸 규모의 건물로, 지붕은 옆면에서 볼 때 사람 인(人)자 모양인 맞배지붕으로 꾸몄다. 안쪽에는 공자를 비롯한 중국의 성현 9인과 우리나라 성현 18현(賢)의 위패를 모시고 있다.
이곳에서는 해마다 봄과 가을인 음력 2월과 8월에 제사를 지내고 있다.

## 같이 보기
- 향교

## 참고 자료
- 은진향교 - 국가유산청 국가유산포털